# Chiostri di San Domenico Maggiore

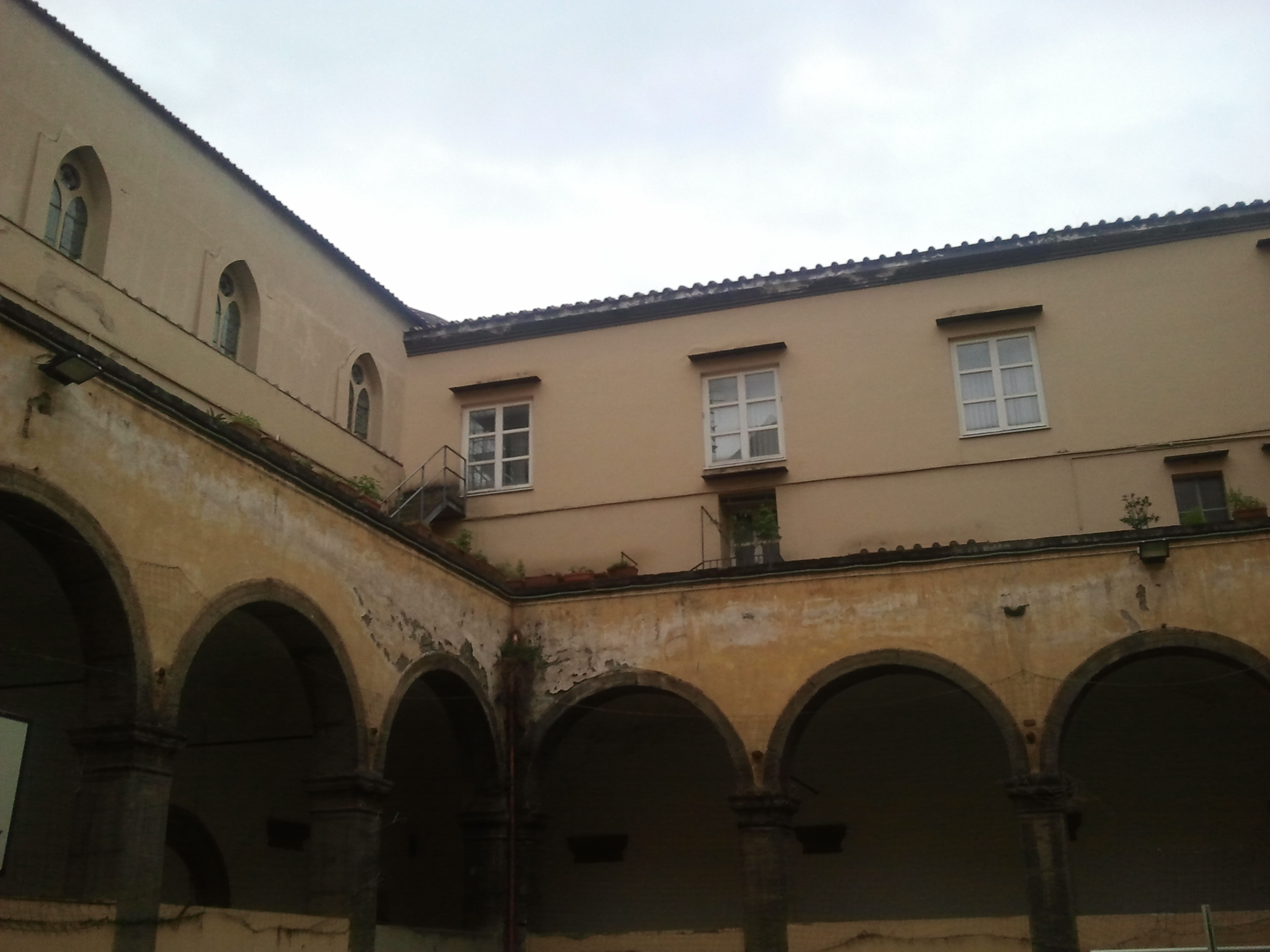
Il chiostro di San Tommaso, adibito a palestra dell'associazione sportiva "Virtus Partenopea"

I chiostri di San Domenico Maggiore sono tre chiostri monumentali facenti parte un tempo del convento di San Domenico Maggiore di Napoli.
Dei tre chiostri, oggi solo quello piccolo "delle statue" è  visitabile ed è gestito dal servizio cultura del Comune di Napoli.

## Storia e descrizione
Annessi al grande complesso religioso voluto da Carlo I d'Angiò ed eretto dai domenicani in forme gotiche, i chiostri di San Domenico Maggiore hanno perso nel corso dei secoli la loro appartenenza all'edificio conventuale nonché il loro aspetto primitivo non solo a causa delle modifiche apportate dai frati sino alla fine dell'Ottocento, ma anche a causa delle ricostruzioni avvenute dopo i terremoti del XV secolo e l'incendio del 1506, o del cambio di destinazione d'uso avvenuta nel Novecento.
Il chiostro di San Tommaso è quello originario, adibito oggi a palestra dell'Associazione sportiva "Virtus Partenopea". Vi si accede dal vico San Domenico Maggiore, nel largo dove c'è anche l'ingresso principale della chiesa. Di pianta rettangolare, mostra parzialmente, chiusi da un muro, i lati nord e ovest.
Il chiostro di San Domenico (o piccolo, o delle statue) è il secondo chiostro, il cui ingresso si trova opposto a quello del chiostro di San Tommaso. Viene detto anche "chiostro delle statue" per la presenza, agli angoli dell'area verde centrale, di quattro statue provenienti dalla non più esistente chiesa di San Sebastiano. È il chiostro da cui si accede al convento di San Domenico Maggiore e l'unico dei tre rimasto sotto la competenza clericale.
Il chiostro grande, infine, è oggi adibito a sede dell'istituto "Casanova". Di forma rettangolare, il chiostro risale all'epoca rinascimentale e ad esso apparteneva la cella che ospitava Giordano Bruno durante gli anni dei suoi studi in convento. Il porticato, di cui è rimasto intatto solo un lato, è caratterizzato da volte a botte. I pilastri con capitelli tuscanici sono sormontati da archi a tutto sesto e reggono un corpo di fabbrica sul quale si aprono le finestre delle aule. In origine la dimensione del chiostro risultava essere talmente estesa al punto da raggiungere via San Sebastiano, pressoché a metà strada tra port'Alba ed il monastero di Santa Chiara.